# Vonjiniaina
Vonjiniaina, née Vonjiniaina Annie Ratovonirina le 26 juin 1975, est une artiste contemporaine malgache, médaillée d'Or en sculpture lors de la cinquième édition des Jeux de la Francophonie en 2005.

## Biographie

### Vie personnelle
Vonjiniaina, née à Madagascar elle déménage en Allemagne à l'âge de 13 ans. Elle se rend ensuite à Illkirch-Graffenstaden afin de poursuivre des études en  techniques de commercialisation à l'Institut universitaire de technologie Robert-Schuman.

### Carrière artistique
Elle commence sa carrière artistique avec l'exposition "De l'Ame à la Matière" et se fait principalement remarquer à la suite de sa série de sculptures Parole de Boue . Elle multiplie les expositions, tant individuelles que collectives, dans le monde entier. Elle expose en particulier à la Biennale de Dakart en 2002, à l'Hôtel de Ville de Paris en 2003, au Musei Di San Salvatore in Lauro à Rome en 2012, ainsi qu'à la Gallery of African Art à Londres en 2014,,,.
Vonjiniaina travaille essentiellement la terre, s'inspirant du patrimoine culturel malgache: « Dans mon travail, il a toujours la terre, d'abord comme matière mais aussi comme essence de l'humain. Dans le travail de la terre existe un vecteur spirituel qui lie géographie et histoire, espace et temps, homme et Dieu, réel et imaginaire, âme et matière. »

## Expositions

### Expositions de peinture
- 1999: De l'Ame à la Matière à la galerie Art Déco à Antananarivo, Madagascar
- 2001: Sens Cri à la galerie Art Déco à Antananarivo, Madagascar
- 2003: Latitudes à l'Hôtel de ville de Paris
- 2006: Paroles de Boue à L'Institut Français de Madagascar
- 2007: Angaredona à l'Alliance Française de Tananarive, Madagascar[11]
- 2011: Une Nuit pour Reconstruire un Village à Madagascar à Paris [12]
- 2012:  Fabula in Art au Musei Di San Salvatore in Lauro à Rome[13] et Murs de Silence à Is'Art Galerie à Madagascar[14]
- 2014: Pop-up Africa à la Gallery of African Art, à Londres
- 2021: Ny fitiavanay Our love Notre amour à Hakanto Contemporary, Madagascar[15],[16],[17]

### Expositions de sculpture
- 2002: installation à la Biennale de Dakar au Sénégal[18]
- 2003: Padaratana à l'Institut Français de Madagascar
- 2005: installation aux Jeux de la Francophonie à Niamey[1]
- 2006: Elabakana à Madagascar[19] et atelier résidence avec le plasticien Michael Bethe Sélassié[20]
- 2007: 30 et Presque Songe, avec Joël Andrianomearisoa à Madagascar[21]
- 2009: Tsinjo-Dia à l'Espace Rarihasina à Antananarivo, Madagascar[22]
- 2024: Exposition collective Memoria : récits (au pluriel) d’une autre histoire, à la Fondation H à Madagascar[23]

## Autres domaines
- 2003: Scénographie de la Biennale de Danse Contemporaine d’Afrique et d’Océan Indien à Madagascar
- 2003: Membre du jury de la deuxième édition du Festival de Film court à Madagascar
- 2007: Scénographie de la Biennale de Photographie d’Afrique et d’Océan Indien, à Madagascar
- 2010: Scénographie de Sar'nao Mois de la Photographie à Madasgascar [24],[25]
- 2013: Co-scénariste pour Le Mythe d'Ibonia, à l'Alliance Française de Tananarive, avec Hiary Rapanoelina et Henri Randrianerenana[26]

## Récompenses
- Médaille d'Or en sculpture aux Jeux de la Francophonie en 2005
- Officier de l’Ordre des arts, des lettres et de la culture. Madagascar 2012 [27]

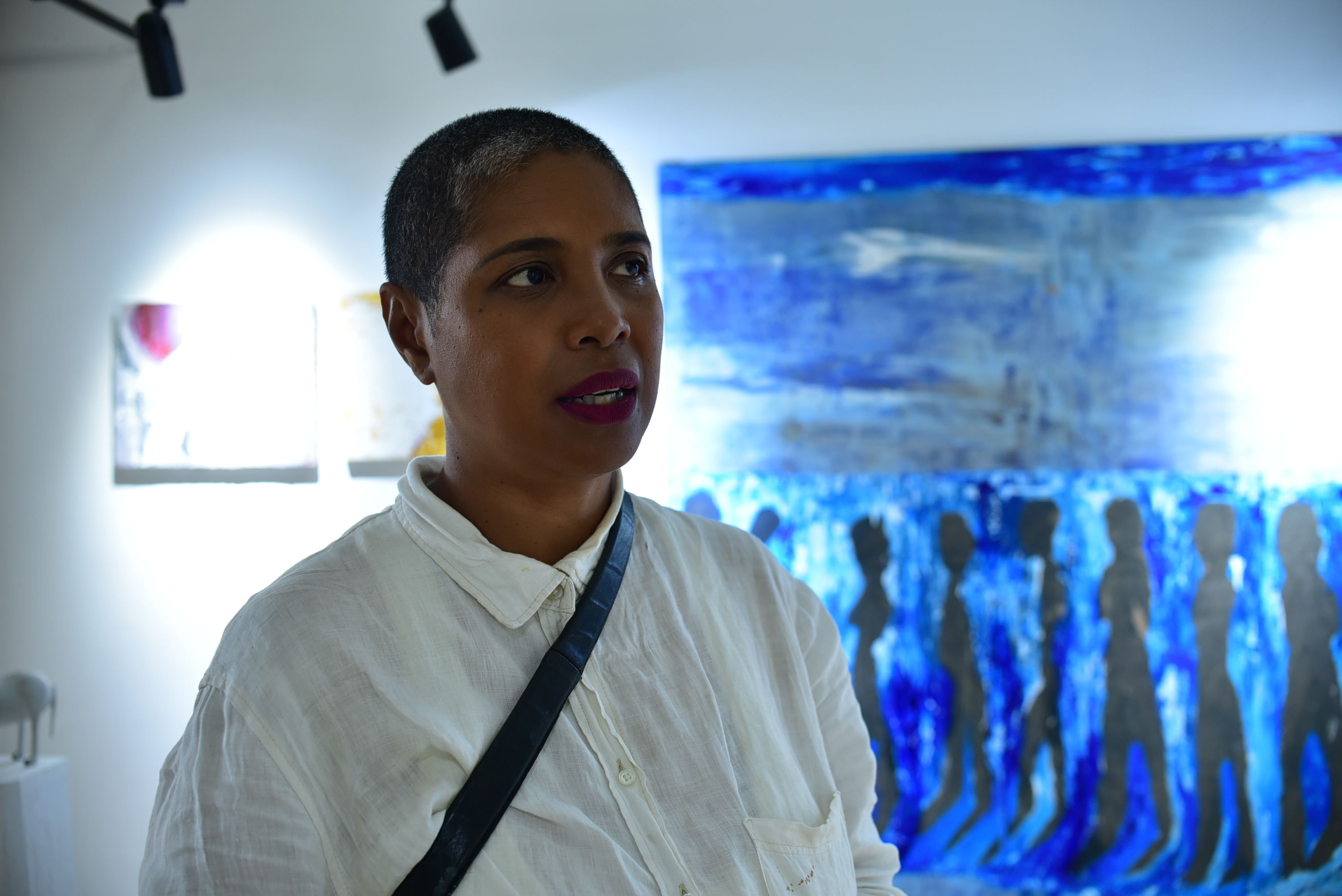
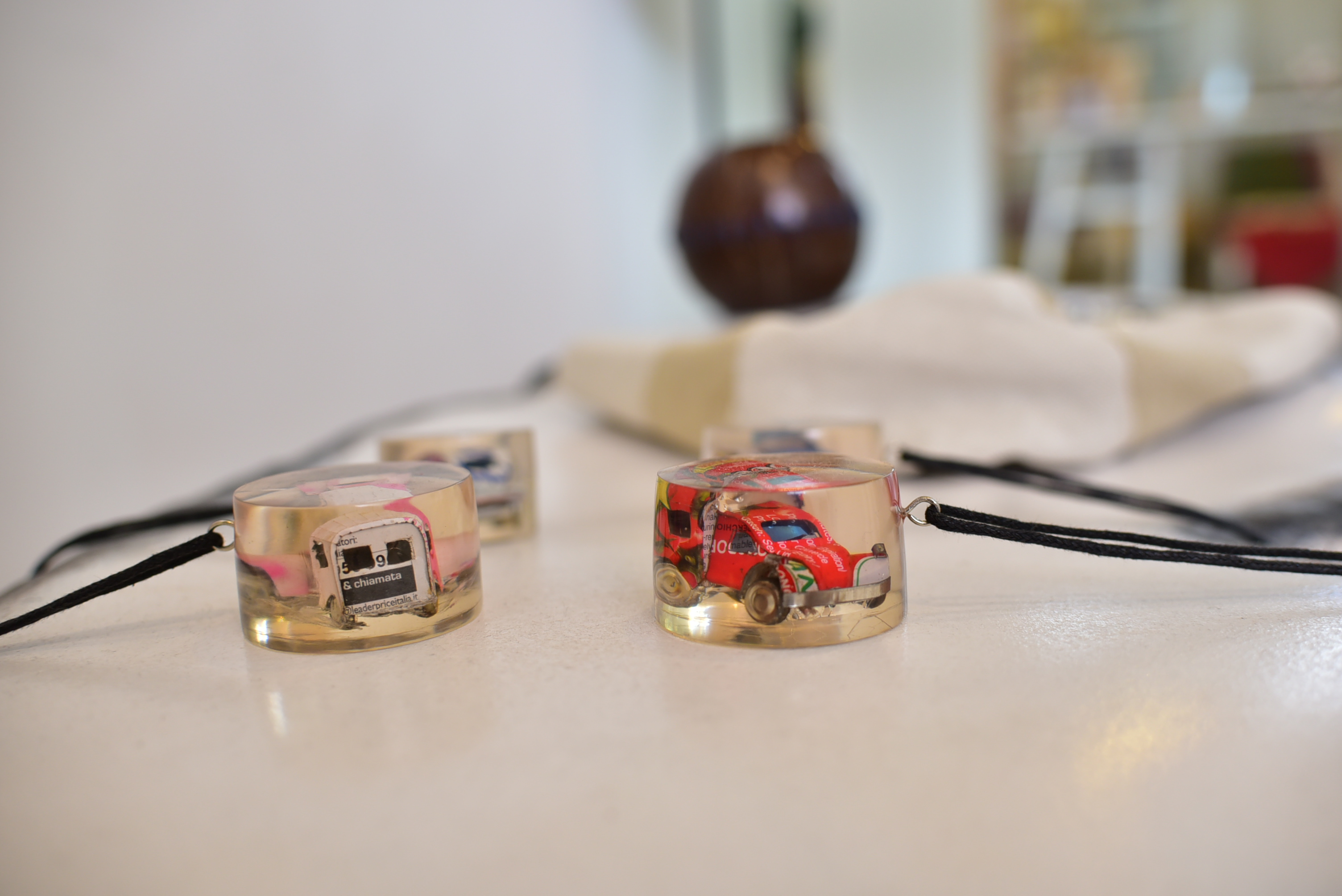
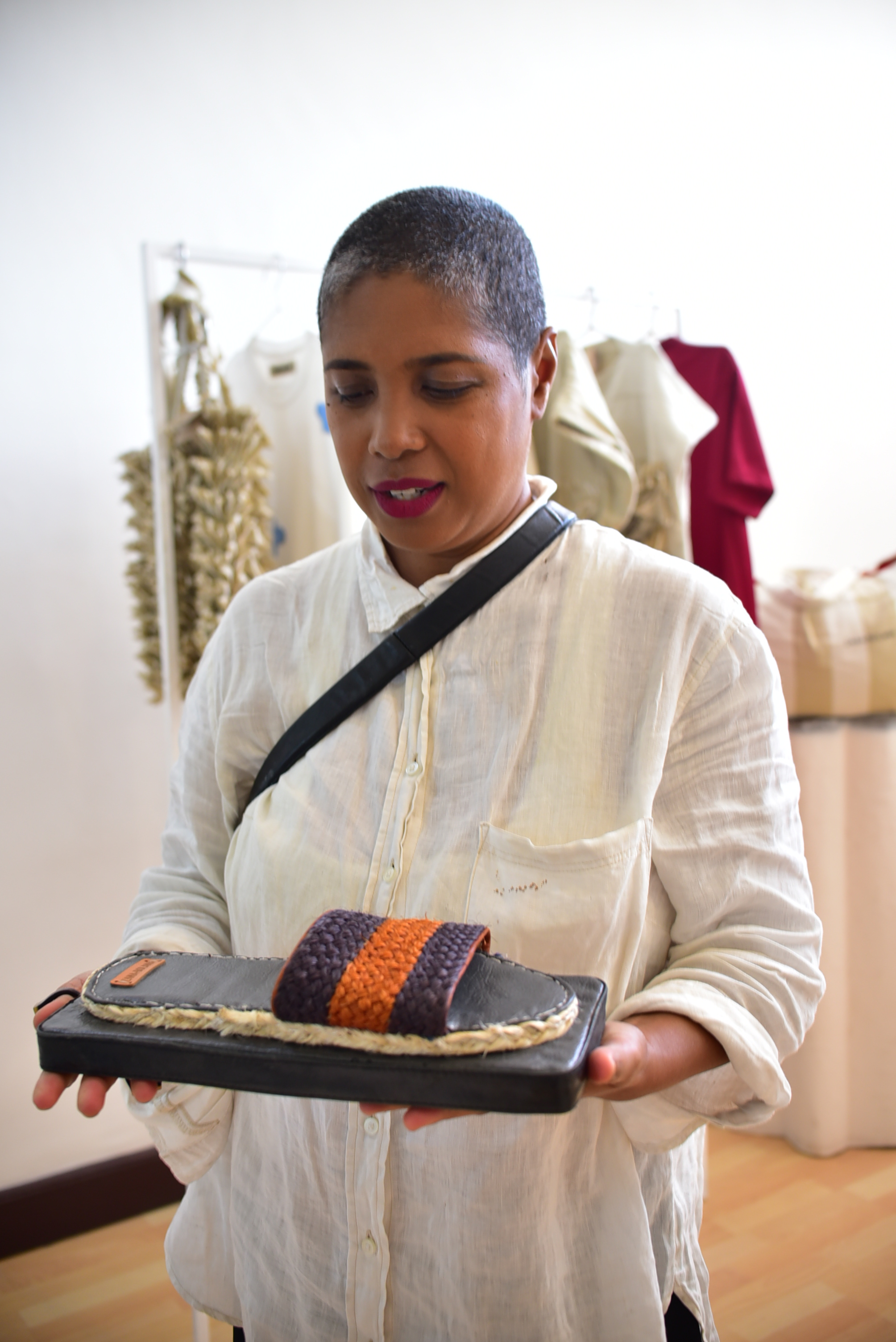
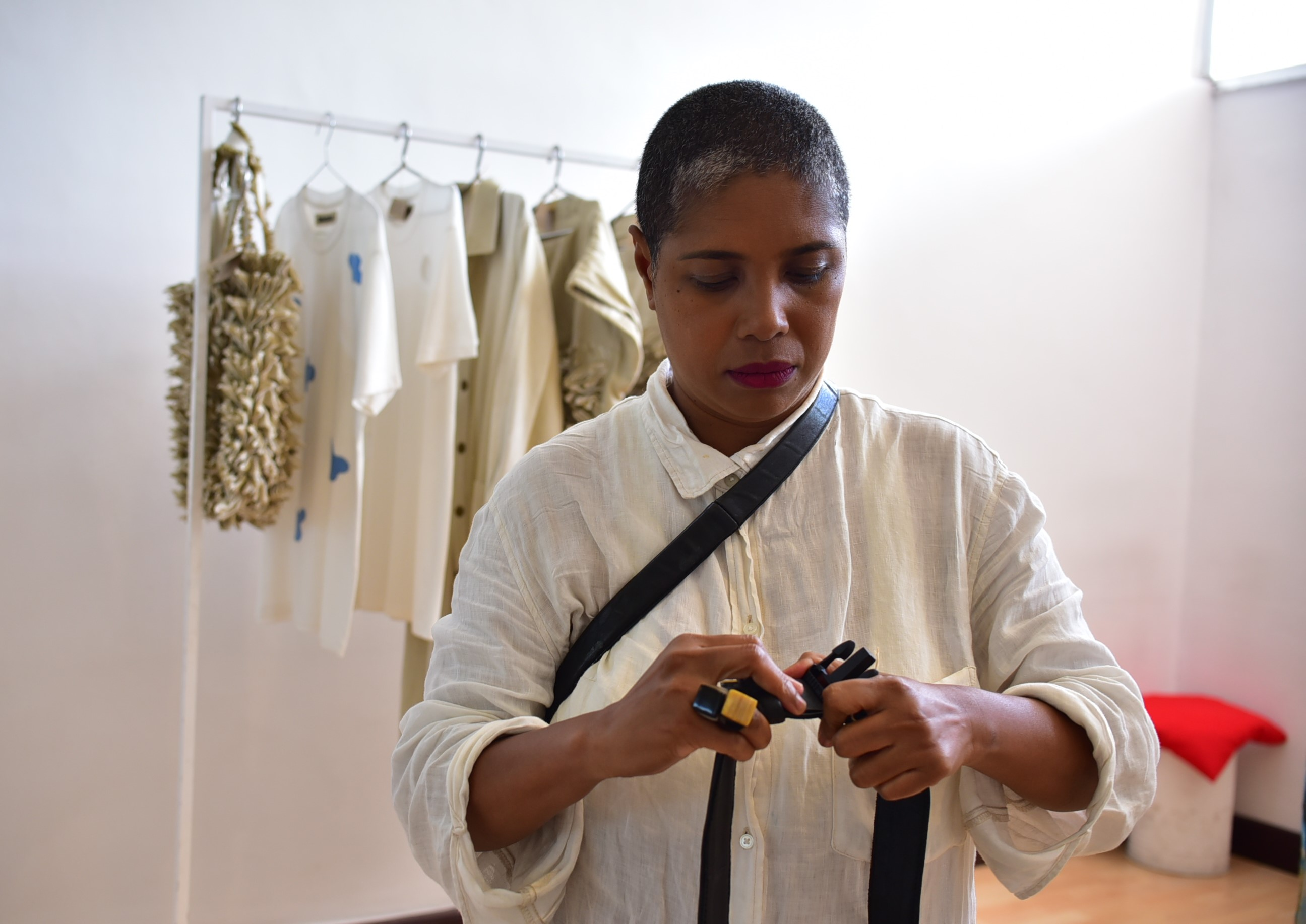
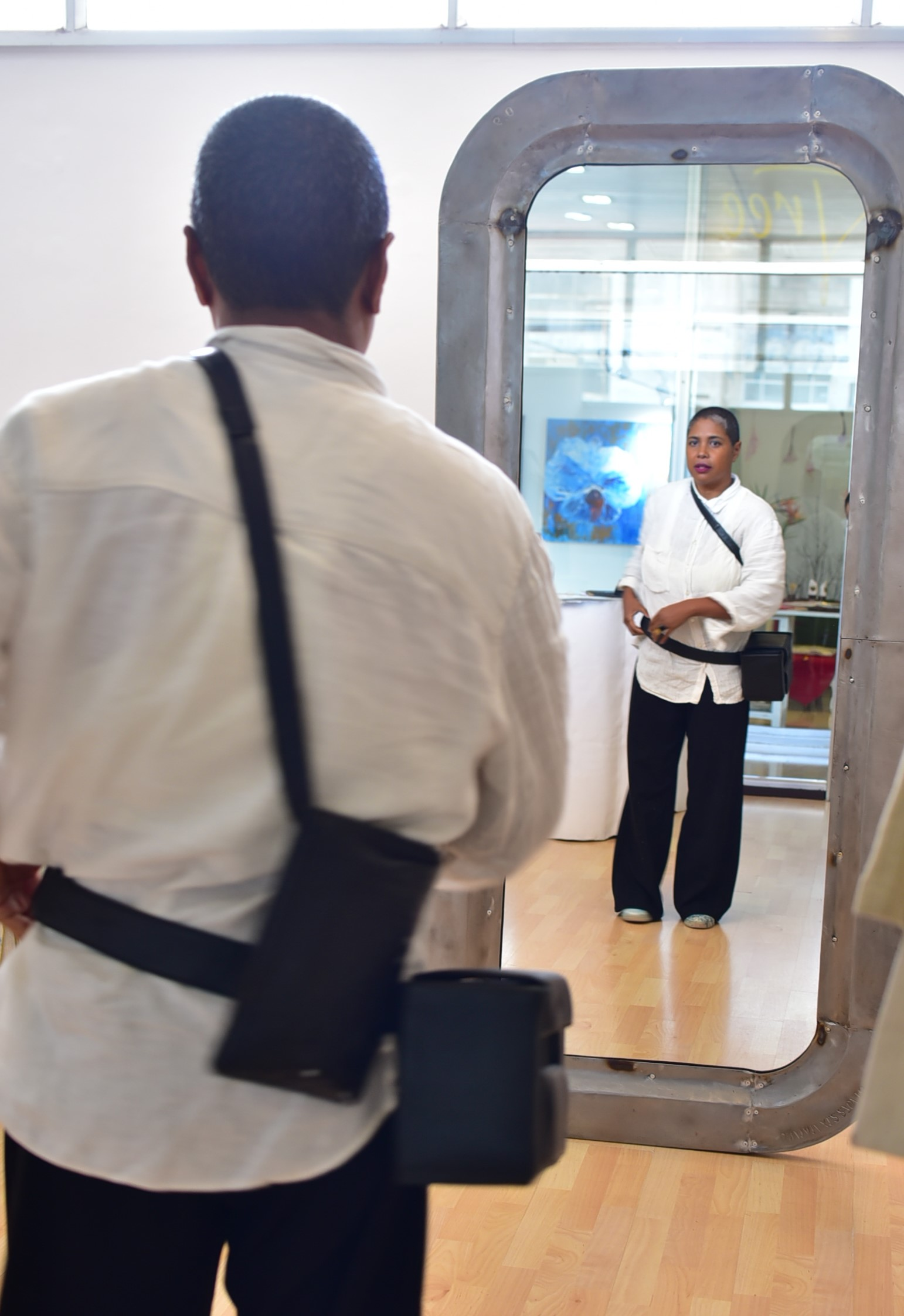
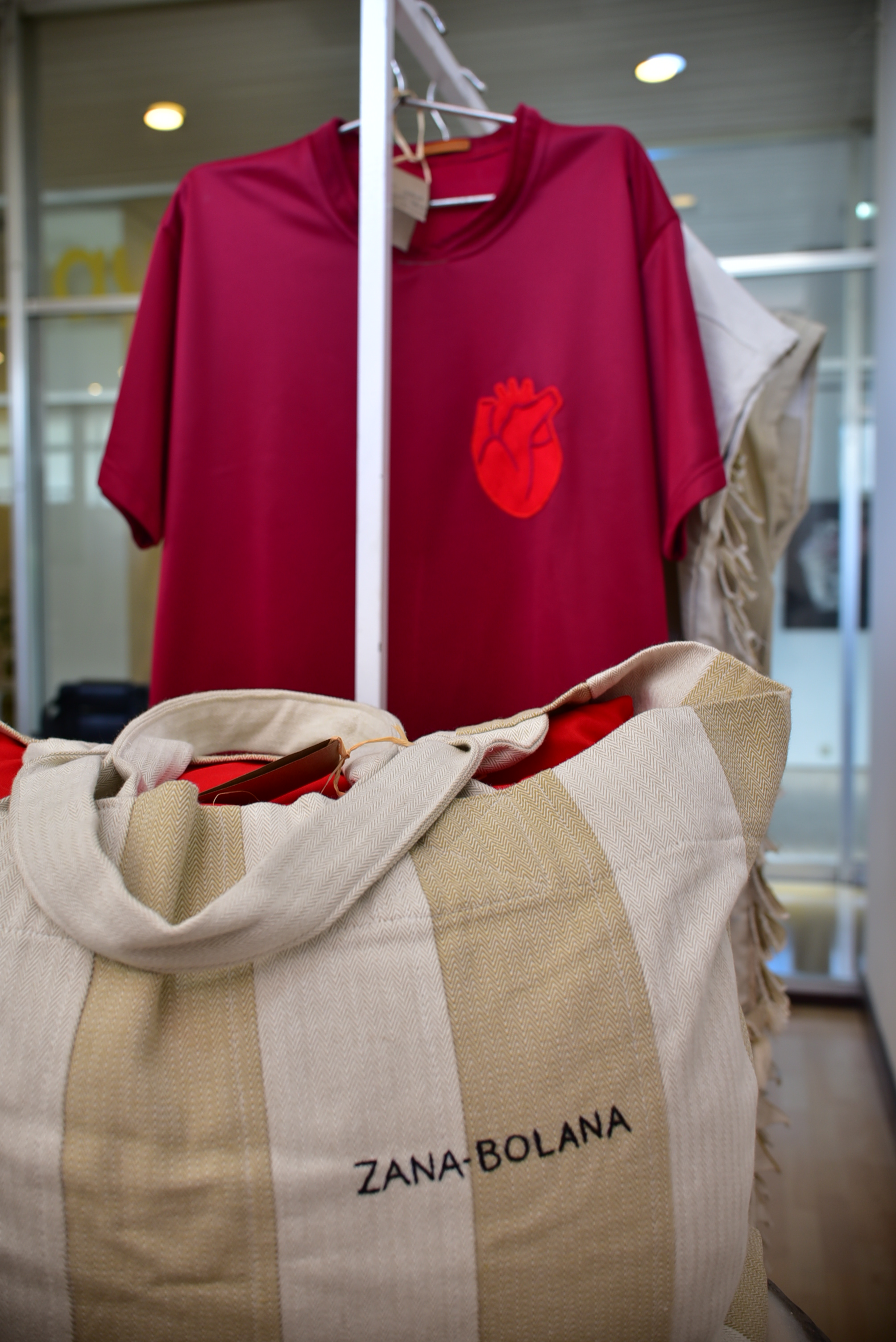
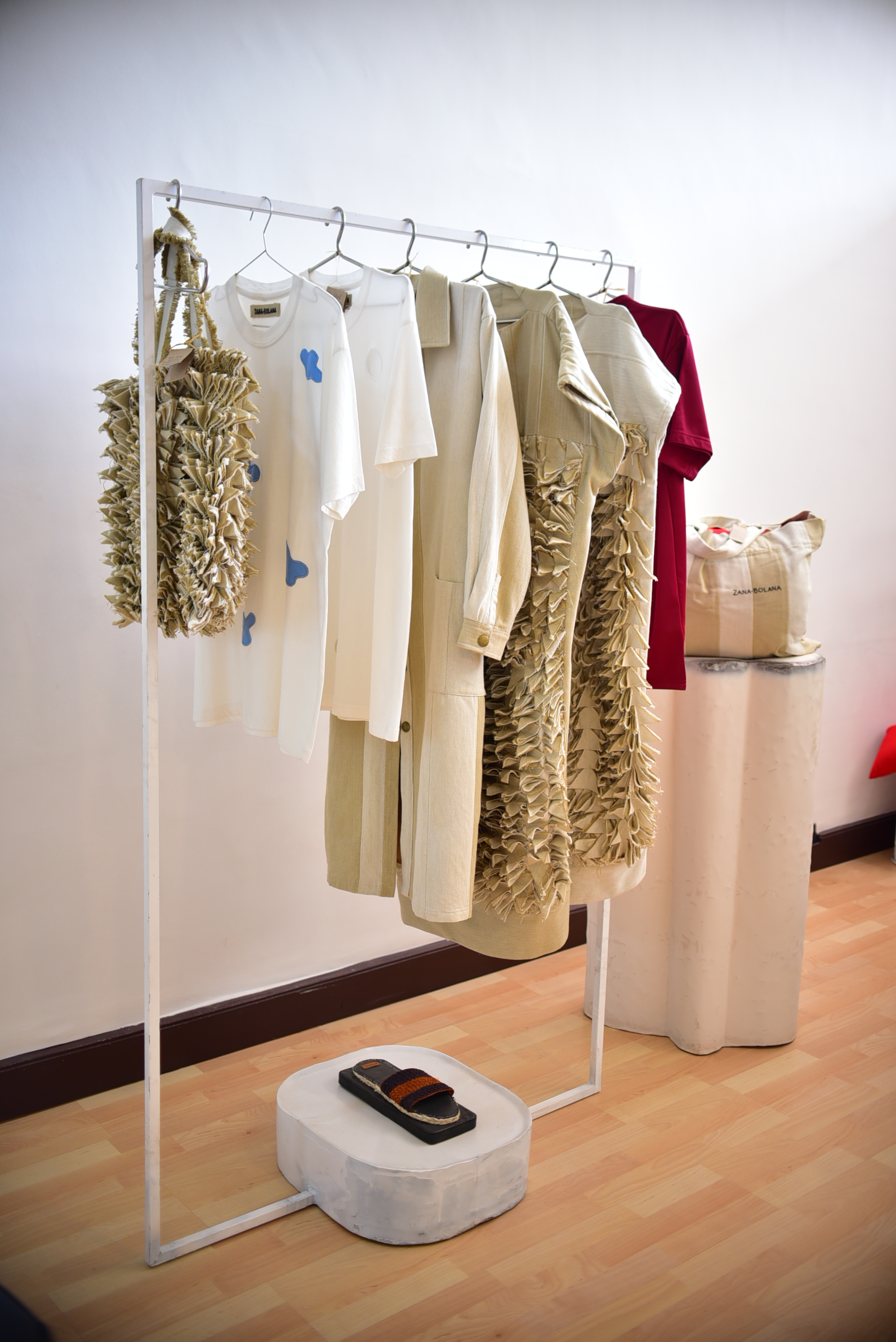
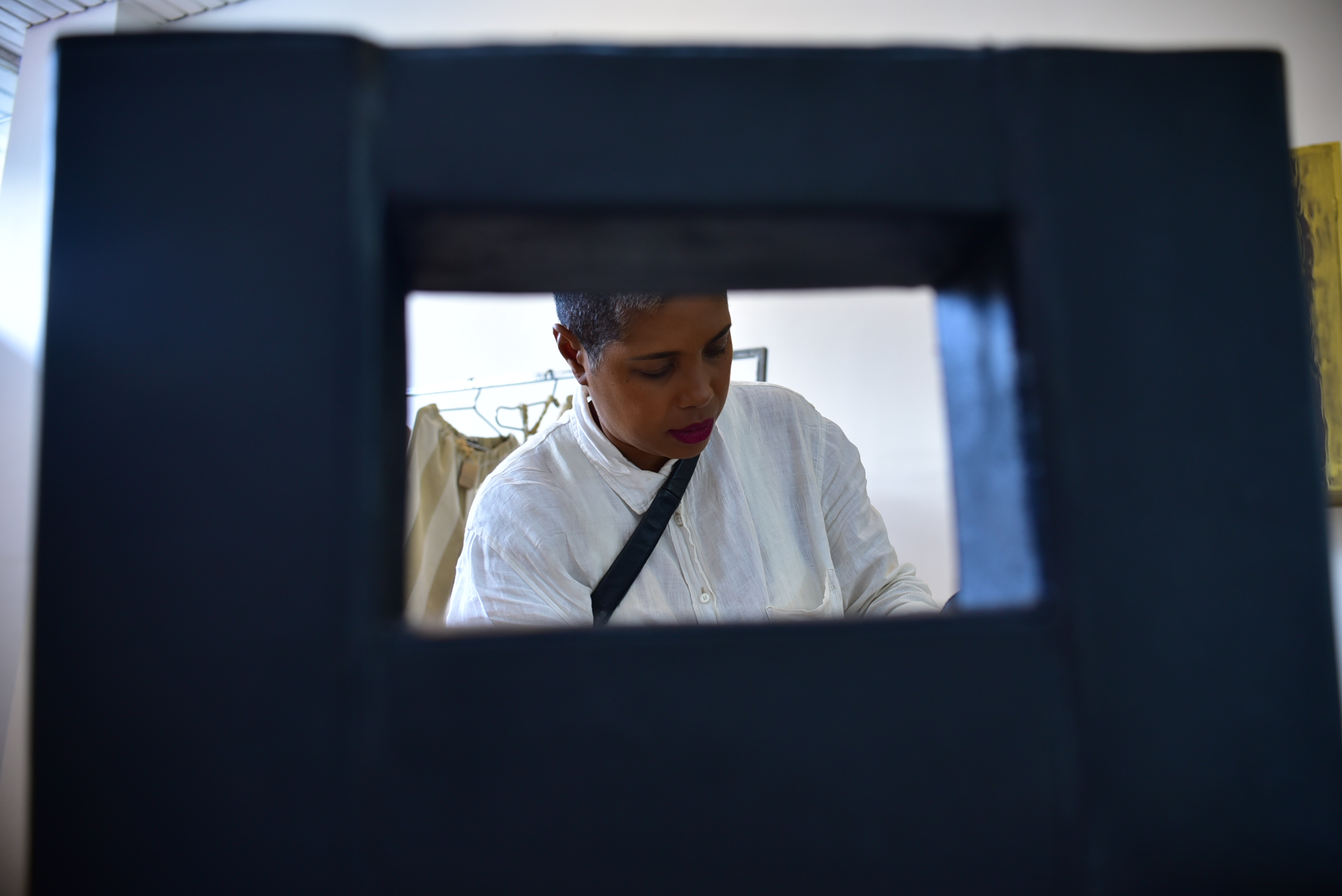
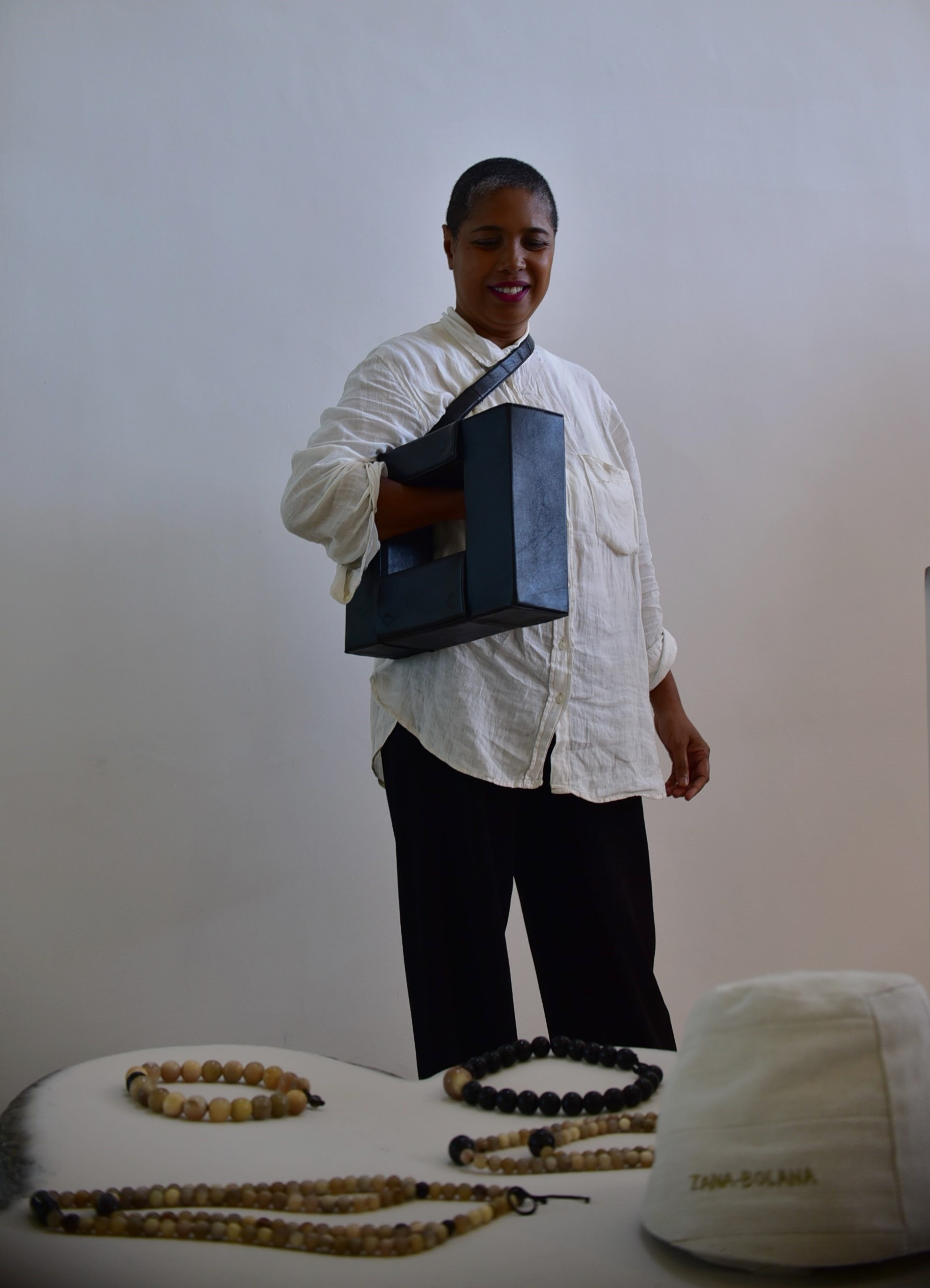